# Shaki (rayon)
Shaki ( azeri: Şahbuz) é um dos cinquenta e nove rayones do Azerbaijão. A capital é a cidade de Şəki.

## Território e População
Este rayon é possuidor de uma superfície de 2 432,75 quilômetros quadrados, os quais são o lugar de uma população composta por umas 163 300 pessoas. Por onde, a densidade populacional se eleva a cifra dos 67,12 habitantes por cada quilômetro quadrado deste rayon.